# 库尔米耶勒塞克
库尔米耶勒塞克（法語：Coulmier-le-Sec，法語發音：[kulmje lə sɛk]）是法国科多尔省的一个市镇，位于该省北部偏西，属于蒙巴尔区。

## 地理
库尔米耶勒塞克（47°45'1"N, 4°29'34"E）面积32.29 平方千米，位于法国勃艮第-弗朗什-孔泰大區科多尔省，该省份为法国中东部省份，北起奥布省，西接涅夫勒省和约讷省，南至索恩-卢瓦尔省，东南接汝拉省，东临上索恩省，东北部与上马恩省接壤。
与库尔米耶勒塞克接壤的市镇（或旧市镇、城区）包括：昂皮伊勒塞克、维莱讷昂迪埃穆瓦、皮伊、塞纳河畔艾塞、沙梅松、舍曼代塞、内勒和马苏。
库尔米耶勒塞克的时区为UTC+01:00、UTC+02:00（夏令时）。

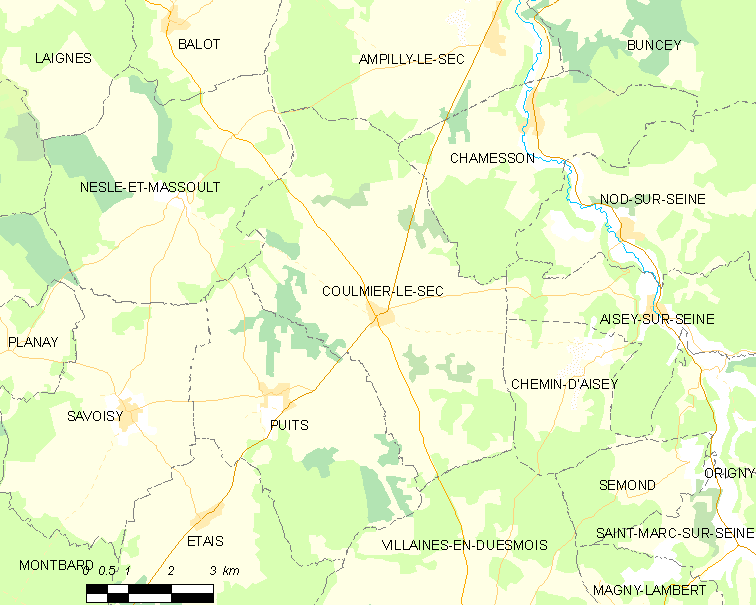
库尔米耶勒塞克的OSM定位图

## 行政
库尔米耶勒塞克的邮政编码为21400，INSEE市镇编码为21201。

## 政治
库尔米耶勒塞克所属的省级选区为塞纳河畔沙蒂永县。

## 交通
科多尔省省道D21线、D29线和D980线在此交汇。

## 人口

1962-2008年间库尔米耶勒塞克人口变化图示

库尔米耶勒塞克于2022年1月1日时的人口数量为240人。